# Castelbello-Ciardes
Castelbello-Ciardes (en allemand, Kastelbell-Tschars) est une commune italienne d'environ 2 300 habitants située dans la province autonome de Bolzano dans la région du Trentin-Haut-Adige dans le nord-est de l'Italie.

## Répartition des langues
Selon le recensement de 2011, la plupart des habitants (98.7 %) parlent l'allemand comme langue maternelle, 1,3 % parlent l'italien nativement.

## Administration
| Période                                  | Période | Identité | Étiquette | Qualité |
| ---------------------------------------- | ------- | -------- | --------- | ------- |
|                                          |         |          |           |         |
| Les données manquantes sont à compléter. |         |          |           |         |

### Hameaux
Montefranco, Colsano, Juvale, Lacinigo, Montefontana, Montetrumes

### Communes limitrophes
Les communes limitrophes sont  Laces, Naturno, Senales et Ultimo.